# Ibrahim Namo Ibrahim
Ibrahim Namo Ibrahim (ur. 10 października 1937 w Terkaif) – iracki duchowny chaldejski, posługujący w Stanach Zjednoczonych. Ordynariusz eparchii św. Tomasza Apostoła w Detroit w latach 1985-2014. 

## Życiorys
Święcenia kapłańskie przyjął 30 grudnia 1962. 11 stycznia 1982 został nominowany na urząd chaldejskiego egzarchy apostolskiego Stanów Zjednoczonych i jednocześnie biskupa tytularnego Anbar dei Caldei. Sakry udzielił mu 7 marca 1982 Paul II Cheikho, chaldejski patriarcha Babilonu, zwierzchnik całego Kościoła chaldejskiego. 3 sierpnia 1985 egzarchat został podniesiony do rangi eparchii, zaś Ibrahim został jej pierwszym ordynariuszem. 
3 maja 2014 papież przyjął jego rezygnację z pełnionego urzędu, a następcą został ks. Frank Kalabat.